# Myosorex cafer
Myosorex cafer — вид ссавців родини Soricidae, поширений у Мозамбіку, ПАР, Есватіні та Зімбабве. Його природне місце проживання — субтропічні чи тропічні вологі гірські ліси. Раніше її іноді називали темноногою лісовою землерийкою.

## Характеристики
Довжина землерийки разом з хвостом становить від 101 до 143 мм, довжина хвоста — від 30 до 51 мм, а вух — від 9 до 12 мм, вага — від 10 до 15 г. У порівнянні з південноафриканською землерийкою (Myosorex varius) лапки темніші. На верхньому боці шерсть від червоно-коричневого до чорно-коричневого забарвлення, а низ — жовто-коричневий. Хвіст темно-коричневого кольору.

## Спосіб життя
Влітку тварини ведуть переважно нічний спосіб життя, а взимку вони також шукають їжу вдень. Myosorex cafer зазвичай тримається біля водотоків і поїдає безхребетних, а іноді й частини рослин. Вагітних самок здебільшого реєстрували навесні та восени.